# Серый исполинский козодой
Серый исполинский козодой, или серый лесной козодой (лат. Nyctibius griseus) — ночная птица из семейства исполинских козодоев.

## Описание
Серый исполинский козодой достигает длины 38 см и весит 230 г. Это большая, сильная птица с оперением серо-бурого цвета. Короткий клюв раскрывается в огромную глотку. У основания клюва находится щетина. Призывные крики «пуу-уу» — глубокие, ясные, печально звучащие звуки, убывающие как по высоте, так и по громкости.

## Распространение
Серый исполинский козодой распространён в Центральной и Южной Америке от тропической Мексики через Коста-Рику до севера Аргентины и севера Уругвая. Также его можно встретить на Карибских островах Ямайка и Гаити. Предпочитает светлые леса, опушки леса, поросшие деревьями, территории наподобие саванн на отметке ниже 1 200 м над уровнем моря.

## Размножение
Необычно гнездовое поведение серого лесного козодоя. Между декабрем и мартом птицы высиживают единственное белое яйцо с фиолетовыми крапинами. Днём самец сидит абсолютно неподвижно с закрытыми глазами на яйце. Его радужины ярко-оранжевые и они сразу выдали бы его превосходную маскировку. Он внимательно рассматривает местность через два разного размера разреза, которые проходят вертикально к векам. Когда стемнеет, самка высиживает яйцо, при этом её глаза остаются открытыми. Самец охотится ночью на крупных летающих насекомых. У птиц почти идеально подходящая к фону маскировка. Сидят ли они на развилке веток на высоте от 3 до 18 м или на двухметровой жерди без углубления для яйца, они незаметны при высиживании. Голова с коротким клювом направлена вертикально вверх. Птица настолько доверяет своей маскировке, что не убегает даже при приближении на несколько сантиметров. Затем птица дрожит от стресса. Серые лесные козодои мало изучены и повсюду очень редки.